# 願掛

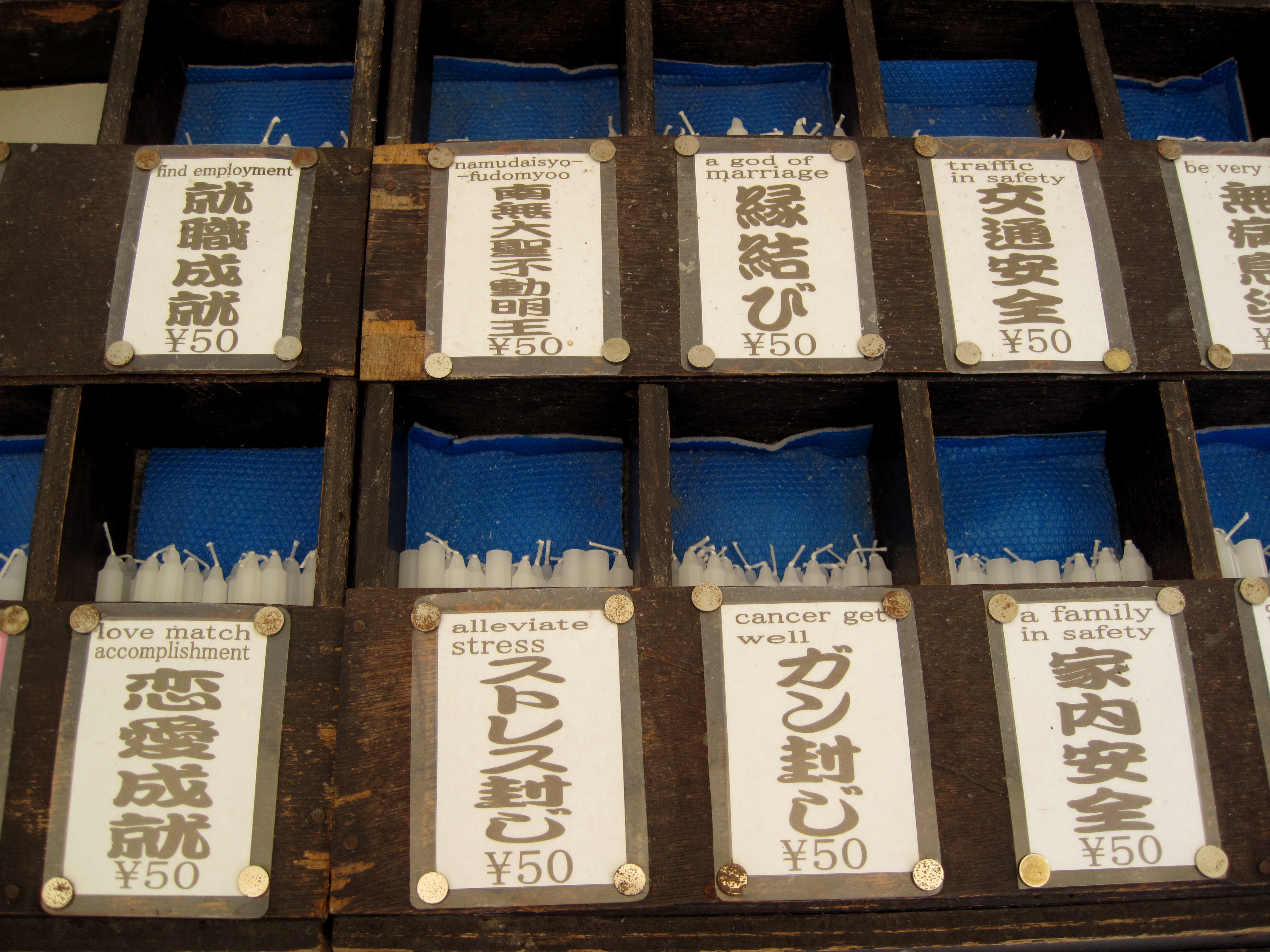
願掛のろうそく

願掛（がんかけ）とは、神や仏に願い事を行うこと。
病気の平癒、商売繁盛、縁結び、厄払いなどの個人的動機のものが多いが、雨乞や豊作祈願などの村落内での共同生活に関する祈願もしばしば行われている。
願掛の方法は動機とも絡み合って様々あるが、百度参りのように神社仏閣に多数参拝することや、水垢離、全てあるいは茶絶ち・塩絶ちのような特定食物に対する断ち物・断食、毛髪や写経、絵馬などの奉納などが挙げられる。これらに共通するのは、心身を清浄かつ堅固にし、なおかつ自身に苦行を課することで、神や仏にその願いに対する真摯な姿勢を伝え、その恩寵・霊験を期待するとともに、自らもその逆境を打破して願いの実現に向けた精神的な決意を得ようとするものであった。
なお、満願（願いの実現）の際には、額や幡を奉納したり、御礼参りを行うことでその恩寵・霊験に感謝することが行われた。また、願掛していた者が逝去した場合、願掛のために成仏できなくなることを気づかって、立願（りゅうがん）を解く「願もどし」が行なわれた。